# Brytyjscy arcymistrzowie szachowi
Lista brytyjskich (angielskich, irlandzkich i szkockich) szachistów, posiadających tytuły arcymistrzów (GM) i arcymistrzyń (WGM), zarówno w grze klasycznej, korespondencyjnej, kompozycji szachowej, jak i w rozwiązywaniu zadań szachowych oraz tytuły arcymistrzów honorowych (HGM), przyznawanych za osiągnięcia w przeszłości. Obejmuje także zawodników, którzy barwy krajów Wielkiej Brytanii reprezentowali tylko w pewnym okresie swojego życia.

## Anglia

### Szachy klasyczne

#### arcymistrzowie
| Zawodnicy         | Rok urodzenia | Rok śmierci | Rok nadania | Uwagi                  |
| ----------------- | ------------- | ----------- | ----------- | ---------------------- |
| Michael Adams     | 1971          |             | 1989        |                        |
| Demetrios Agnos   | 1970          |             | 1996        | obecnie Grecja         |
| Keith Arkell      | 1961          |             | 1995        |                        |
| Murray Chandler   | 1960          |             | 1982        | obecnie Nowa Zelandia  |
| Stuart Conquest   | 1967          |             | 1991        |                        |
| Nigel Davies      | 1960          |             | 1993        | również Walia i Izrael |
| John Emms         | 1967          |             | 1995        |                        |
| Glenn Flear       | 1959          |             | 1987        |                        |
| Joseph Gallagher  | 1964          |             | 1991        | obecnie Szwajcaria     |
| Harry Golombek    | 1911          | 1995        | 1985        | tytuł honorowy         |
| Stephen Gordon    | 1986          |             | 2009        |                        |
| Daniel Gormally   | 1976          |             | 2005        |                        |
| Stewart Haslinger | 1981          |             | 2007        |                        |
| Jonathan Hawkins  | 1983          |             | 2014        |                        |
| Mark Hebden       | 1958          |             | 1992        |                        |
| Julian Hodgson    | 1963          |             | 1988        |                        |
| David Howell      | 1990          |             | 2007        |                        |
| James Howell      | 1967          |             | 1995        |                        |
| Gawain Jones      | 1987          |             | 2007        |                        |
| Raymond Keene     | 1948          |             | 1976        |                        |
| Daniel King       | 1963          |             | 1989        |                        |
| Anthony Kosten    | 1958          |             | 1990        | obecnie Francja        |
| Dharshan Kumaran  | 1975          |             | 1997        |                        |
| Bogdan Lalić      | 1964          |             | 1988        | obecnie Chorwacja      |
| Jonathan Levitt   | 1963          |             | 1994        |                        |
| Neil McDonald     | 1967          |             | 1996        |                        |
| Luke McShane      | 1984          |             | 2000        |                        |
| Jonathan Mestel   | 1957          |             | 1982        |                        |
| Jacques Mieses    | 1865          | 1954        | 1950        | pochodzenie niemieckie |
| Anthony Miles     | 1955          | 2001        | 1976        |                        |
| David Norwood     | 1968          |             | 1988        | obecnie Andora         |
| John Nunn         | 1955          |             | 1978        |                        |
| Jonathan Parker   | 1976          |             | 2001        |                        |
| Jonathan Penrose  | 1933          |             | 1998        | tytuł honorowy         |
| Nicholas Pert     | 1981          |             | 2004        |                        |
| James Plaskett    | 1960          |             | 1985        |                        |
| Matthew Sadler    | 1974          |             | 1993        |                        |
| Nigel Short       | 1965          |             | 1984        |                        |
| Jonathan Speelman | 1956          |             | 1980        |                        |
| Michael Stean     | 1953          |             | 1977        |                        |
| Mihai Șubă        | 1947          |             | 1978        | obecnie Rumunia        |
| Aaron Summerscale | 1969          |             | 1997        |                        |
| Matthew Turner    | 1975          |             | 2002        | obecnie Szkocja        |
| Christopher Ward  | 1968          |             | 1996        |                        |
| William Watson    | 1962          |             | 1990        |                        |
| Peter Wells       | 1965          |             | 1994        |                        |
| Simon Williams    | 1979          |             | 2008        |                        |

#### arcymistrzynie
| Zawodniczki    | Rok urodzenia | Rok śmierci | Rok nadania | Uwagi                                         |
| -------------- | ------------- | ----------- | ----------- | --------------------------------------------- |
| Jana Bellin    | 1947          |             | 1982        | pochodzenie czeskie, z domu Malypetrová       |
| Dagne Ciuksyte | 1977          |             | 2002        | pochodzenie litewskie, +mistrz międzynarodowy |
| Anya Corke     | 1990          |             | 2004        | do kwietnia 2009 reprezentantka Hongkongu     |
| Jovanka Houska | 1980          |             | 2000        | +mistrz międzynarodowy                        |
| Harriet Hunt   | 1978          |             | 1999        | +mistrz międzynarodowy                        |
| Sheila Jackson | 1957          |             | 1988        |                                               |
| Susan Lalić    | 1965          |             | 1988        | z domu Walker, +mistrz międzynarodowy         |

### Szachy korespondencyjne

#### arcymistrzowie
| Zawodnicy        | Rok urodzenia | Rok śmierci | Rok nadania | Uwagi                  |
| ---------------- | ------------- | ----------- | ----------- | ---------------------- |
| Anthony Barnsley | ?             |             | 2009        |                        |
| John Brookes     | 1961          |             | 2001        |                        |
| Ian Brooks       | ?             |             | 2002        |                        |
| Peter Clarke     | ?             |             | 1980        | +mistrz FIDE           |
| Peter Coleman    | ?             |             | 2004        |                        |
| Richard Hall     | ?             |             | 2002        |                        |
| Adrian Hollis    | 1940          |             | 1976        |                        |
| Maurice Johnson  | ?             |             | 1996        |                        |
| Peter Markland   | 1951          |             | 1984        |                        |
| Peter Millican   | ?             |             | 1997        |                        |
| Jonathan Penrose | 1933          | 2021        | 1983        | +arcymistrz            |
| Nigel Povah      | 1952          |             | 1989        | +mistrz międzynarodowy |
| Michael Prizant  | 1945          |             | 1996        |                        |
| John Pugh        | ?             |             | 2006        |                        |
| Keith Richardson | 1942          |             | 1975        |                        |
| Simon Webb       | 1949          | 2005        | 1983        | +mistrz międzynarodowy |

#### arcymistrzynie
| Zawodniczki | Rok urodzenia | Rok śmierci | Rok nadania | Uwagi |
| ----------- | ------------- | ----------- | ----------- | ----- |
| Jill Barber | ?             |             | 2005        |       |
| Mary Jones  | ?             |             | 2004        |       |

### Kompozycja szachowa

#### arcymistrzowie
| Zawodnicy        | Rok urodzenia | Rok śmierci | Rok nadania | Uwagi |
| ---------------- | ------------- | ----------- | ----------- | ----- |
| Comins Mansfield | 1896          | 1984        | 1972        |       |

### Rozwiązywanie zadań

#### arcymistrzowie
| Zawodnicy       | Rok urodzenia | Rok śmierci | Rok nadania | Uwagi        |
| --------------- | ------------- | ----------- | ----------- | ------------ |
| Graham Lee      | 1953          |             | 2002        | +mistrz FIDE |
| Jonathan Mestel | 1957          |             | 1997        | +arcymistrz  |
| John Nunn       | 1955          |             | 2004        | +arcymistrz  |

## Irlandia

### Szachy klasyczne

#### arcymistrzowie
| Zawodnicy         | Rok urodzenia | Rok śmierci | Rok nadania | Uwagi                 |
| ----------------- | ------------- | ----------- | ----------- | --------------------- |
| Aleksandr Baburin | 1967          |             | 1996        | pochodzenie rosyjskie |

## Szkocja

### Szachy klasyczne

#### arcymistrzowie
| Zawodnicy               | Rok urodzenia | Rok śmierci | Rok nadania | Uwagi                  |
| ----------------------- | ------------- | ----------- | ----------- | ---------------------- |
| Jacob Aagaard           | 1973          |             | 2007        | obecnie Dania          |
| Ketewan Arachamia-Grant | 1968          |             | 2009        | pochodzenie gruzińskie |
| Colin McNab             | 1961          |             | 1992        |                        |
| Paul Motwani            | 1962          |             | 1992        |                        |
| Jonathan Rowson         | 1977          |             | 2000        |                        |
| John Shaw               | 1968          |             | 2006        |                        |
| Matthew Turner          | 1975          |             | 2002        | wcześniej Anglia       |

#### arcymistrzynie
| Zawodniczki             | Rok urodzenia | Rok śmierci | Rok nadania | Uwagi                               |
| ----------------------- | ------------- | ----------- | ----------- | ----------------------------------- |
| Ketewan Arachamia-Grant | 1968          |             | 1987        | pochodzenie gruzińskie, +arcymistrz |

### Szachy korespondencyjne

#### arcymistrzowie
| Zawodnicy      | Rok urodzenia | Rok śmierci | Rok nadania | Uwagi                  |
| -------------- | ------------- | ----------- | ----------- | ---------------------- |
| Douglas Bryson | 1957          |             | 1986        | +mistrz międzynarodowy |
| David Kilgour  | 1957          |             | 1996        |                        |
| Andrew Muir    | 1958          |             | 1995        | +mistrz międzynarodowy |

### Kompozycja szachowa

#### arcymistrzowie
| Zawodnicy      | Rok urodzenia | Rok śmierci | Rok nadania | Uwagi |
| -------------- | ------------- | ----------- | ----------- | ----- |
| Norman Macleod | 1927          | 1991        | 1993        |       |